# Крячок новозеландський
Крячок новозеландський (Chlidonias albostriatus) — вид сивкоподібних птахів підродини крячкових (Sterninae) родини мартинових (Laridae).

## Поширення
Ендемік Нової Зеландії. Розмножується на Південному острові. Трапляється з вересня по лютий у руслах річок. Взимку птахи розлітаються до узбережжя та естуаріїв, здебільшого від острова Стюарт до півдня Північного острова.

## Опис
Птах завдовжки 29 см. Дорослий крячок має переважно сіре оперення з чорною шапкою, типовою для багатьох крячків. Нижня частина тіла та огузок білі, а вздовж щік під шапкою проходить тонка біла смужка. Дзьоб червоний, а ноги помаранчеві. Чорна шапка відступає від дзьоба в позашлюбному оперенні і стає вкрапленою білим.

## Спосіб життя
Розмножується на руслах річок. Гніздо має вигляд звичайного заглиблення в гальці. Зазвичай відкладає два яйця. Молодняк оперяється приблизно через 30 днів. Птах харчується прісноводними безхребетними та дрібною рибою, яку ловить в каналах гравійних річок Південного острова, іноді ловить дощових черв'яків та інших безхребетних у наземних середовищах, таких як пасовища, а в морі харчується переважно ракоподібними.